# Хавкина, Жозефина Оскаровна
Жозефи́на Оска́ровна Ха́вкина (1 января 1942, Кутулик, Иркутская область — 20 ноября 2013, Москва) — многолетняя помощница и секретарь Л. К. Чуковской. Дочь писателя и поэта Оскара Хавкина.

## Биография
Жозефина Оскаровна Хавкина родилась в деревне Кутулик Иркутской области. Детство провела в Чите. Мать — Розея Зиатдиновна Хайсарова — умерла рано, в 1952 г. В 1953 году вместе с отцом — писателем Оскаром Хавкиным — переехала в Москву. В 1965 поступила в МГУ на факультет журналистики. Одновременно с 1964 она сначала периодически, а потом — в качестве постоянной помощницы работает у Лидии Корнеевны Чуковской. В 1969 эта работа оформляется официально. Жозефина Оскаровна остаётся литературным секретарём  Чуковской и продолжает помогать ей и после исключения  Лидии Корнеевны из Союза писателей.

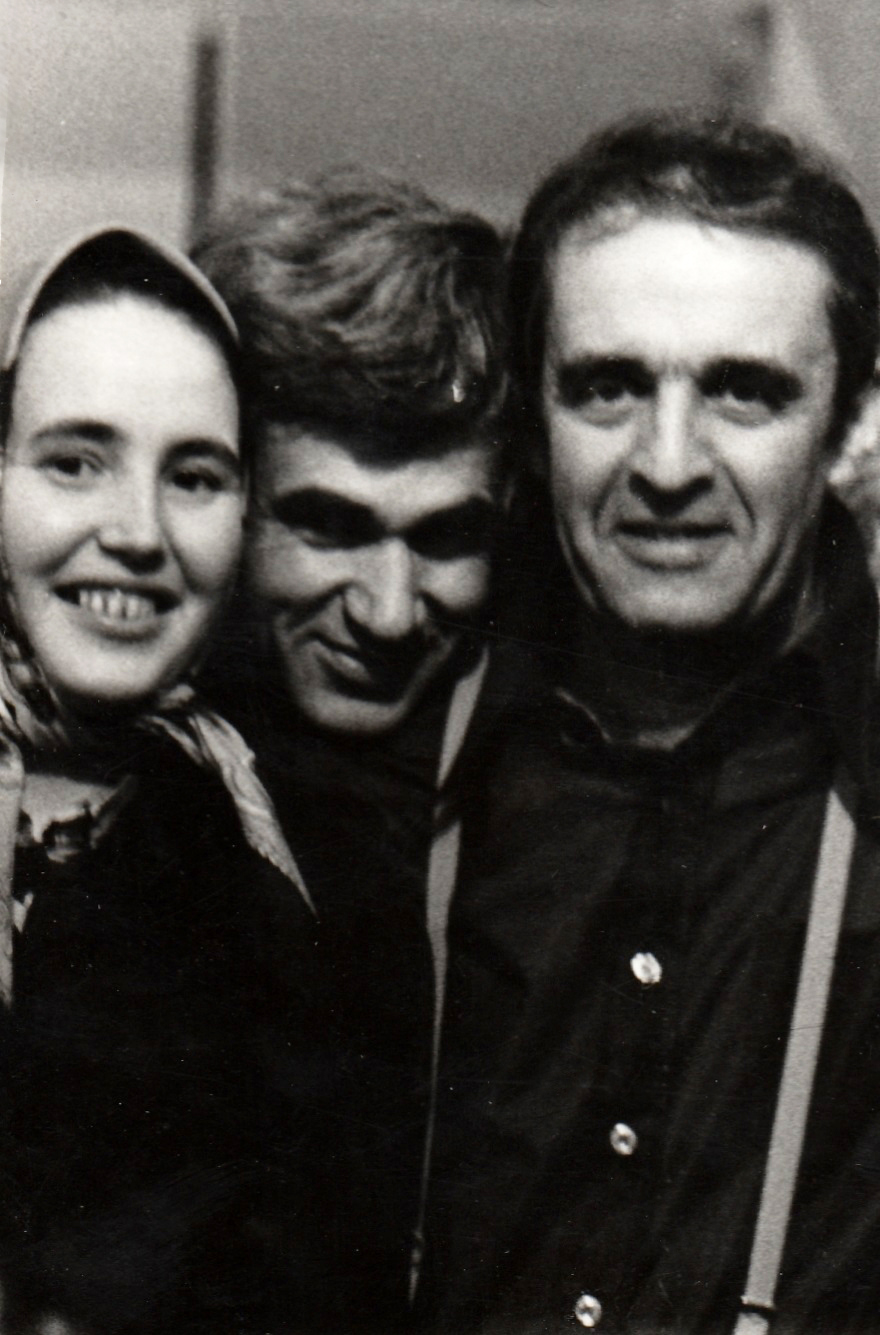
Фина с мужем Борисом и Сашей Лунцем

Фина, как звали её друзья, делала корректуру всех трёх томов «Записок об Анне Ахматовой»; в те годы, когда за это угрожал арест, давала читать «Записки» друзьям. Вместе с другими готовила примечания к отдельным частям  трёхтомника. «…Второй том Ахматовой… И вот она вышла — русская книга. Моя, Финина, Люшина», — писала в своём дневнике  Л. К. Чуковская в 1980 году. «Устаю очень; они же обе работают героически и без устали», — о них же в 1977 году. 
После смерти Лидии Корнеевны продолжала работать с её наследием, публиковала её статьи. Похоронена на Новодевичьем кладбище рядом с отцом.
Архив Ж. О. Хавкиной хранится в РГАЛИ.